# Proterochampsidae
Los proterocámpsidos (Proterochampsidae) son una familia de saurópsidos (reptiles) diápsidos arcosauromorfos que vivieron a mediados y finales del período Triásico, entre el Ladiniense y el Carniense hace 245 y 200 millones de años aproximadamente en Sudamérica. Proterochampsidae es un grupo de misteriosos arcosauromorfos que fue nombrado en 1966 por A.S. Romer en su libro Vertebrate Paleontology, 3rd edition. Varios científicos lo ubican dentro de Archosauria (Benton 1985, Benton 1990), Proterosuchia (Carroll, 1988), Archosauriformes (Sereno 1991), y más recientemente por ciertas bases de datos en línea como cualquiera como un taxón no existente o a Crocodylomorpha. Basan a la familia (y raramente al orden) alrededor cincuenta especímenes de Argentina en la Patagonia.

## Descripción
En el libro de Romer, Proterochampsidae se define por tener 

el cráneo amplio, bajo con la pequeña ventana dorsal; ningún agujero o fosa (pineal) parietal; postorbital con la cresta dorsal horizontal fuerte y rugosa; agujeros para los carótidas internas laterales al proceso del basipterigoide; intercentra vertebral ausente; pelvis primitiva con forma de plato; tuberosidad calcánea con una cierta desviación posterior de la proyección lateral ; facetas articulares en el astrágalo para la tibia y el peroné adyacentes; tuberosidad calcánea más alta que amplia más alto; faceta calcánea para el peroné continuo con la faceta para el tarsal distal IV; calcáneo con la faceta hemicilíndrica para el astrágalo; armadura cutánea presente; siendo depredadores acuáticos del oeste de Gondwana

Respaldado por Parrish (1993) y de Sereno (1991).
Esta familia incluye animales muy diferentes entre sí, pero todas las especies tienen características corporales similares a las de cocodrilos. Algunos proterocámpsidos no alcanzaron el metro de largo, sino otras como Proterochampsa llegaron a los cinco metros en longitud, e indudablemente estaban entre los depredadores más grandes del Triásico. El primer fósil de proterocámpsidos fue incluido en el grupo de los fitosaurianos, pero la investigación adicional demostró que estos animales son a la vez más primitivos y especializados para ser clasificado en este grupo. Los científicos ahora consideran a esta familia ancestral como grupo de arcosauriformes basales, similar a las familias de proterosúquidos y eritrosúquidos.

## Taxonomía
Proterochampsidae fue nombrado por Romer (1966). Fue asignado a Proterosuchia por Carroll (1988); a Archosauria por Benton (1985) y de Benton (1990); y a Archosauriformes por Sereno (1991). Una taxonomía básica con todo generalmente no aceptada está abajo:
- Orden Proterosuchia – no aceptado
  - Familia Proterochampsidae
    - Cerritosaurus (Price, 1946)-asignado a Proterochampsidae por Carroll (1988)
    - Chanaresuchus (Romer, 1971)-asignado a Proterochampsidae por Romer (1971), Carroll (1988), and Benton (1990)
      - C. bonapartei (Romer, 1971)

    - Gualosuchus (Romer, 1971)-asignado a Proterochampsidae por Romer (1971) and Carroll (1988)
      - G. reigi (Romer, 1971)

    - Proterochampsa (Reig, 1959)-asignado a Proterochampsidae por Carroll (1988)
    - Tropidosuchus (Arcucci, 1990)
      - T. romeri (Arcucci, 1990)

## Filogenia
Cladograma resumido de Nesbitt (2011):
|            | Proterochampsia                                             |
|            |                                                             |
| Crurotarsi | \| \| Phytosauria \| \| \| \| \| \| Archosauria \| \| \| \| |
|            | \| \| Phytosauria \| \| \| \| \| \| Archosauria \| \| \| \| |
|            | Phytosauria                                                 |
|            |                                                             |
|            | Archosauria                                                 |
|            |                                                             |

|  | Phytosauria |
|  |             |
|  | Archosauria |
|  |             |

|            | Proterochampsia                                             |
|            |                                                             |
| Crurotarsi | \| \| Phytosauria \| \| \| \| \| \| Archosauria \| \| \| \| |
|            | \| \| Phytosauria \| \| \| \| \| \| Archosauria \| \| \| \| |
|            | Phytosauria                                                 |
|            |                                                             |
|            | Archosauria                                                 |
|            |                                                             |

|  | Phytosauria |
|  |             |
|  | Archosauria |
|  |             |

|            | Proterochampsia                                             |
|            |                                                             |
| Crurotarsi | \| \| Phytosauria \| \| \| \| \| \| Archosauria \| \| \| \| |
|            | \| \| Phytosauria \| \| \| \| \| \| Archosauria \| \| \| \| |
|            | Phytosauria                                                 |
|            |                                                             |
|            | Archosauria                                                 |
|            |                                                             |

|  | Phytosauria |
|  |             |
|  | Archosauria |
|  |             |

|            | Proterochampsia                                             |
|            |                                                             |
| Crurotarsi | \| \| Phytosauria \| \| \| \| \| \| Archosauria \| \| \| \| |
|            | \| \| Phytosauria \| \| \| \| \| \| Archosauria \| \| \| \| |
|            | Phytosauria                                                 |
|            |                                                             |
|            | Archosauria                                                 |
|            |                                                             |

|  | Phytosauria |
|  |             |
|  | Archosauria |
|  |             |

|            | Proterochampsia                                             |
|            |                                                             |
| Crurotarsi | \| \| Phytosauria \| \| \| \| \| \| Archosauria \| \| \| \| |
|            | \| \| Phytosauria \| \| \| \| \| \| Archosauria \| \| \| \| |
|            | Phytosauria                                                 |
|            |                                                             |
|            | Archosauria                                                 |
|            |                                                             |

|  | Phytosauria |
|  |             |
|  | Archosauria |
|  |             |

|            | Proterochampsia                                             |
|            |                                                             |
| Crurotarsi | \| \| Phytosauria \| \| \| \| \| \| Archosauria \| \| \| \| |
|            | \| \| Phytosauria \| \| \| \| \| \| Archosauria \| \| \| \| |
|            | Phytosauria                                                 |
|            |                                                             |
|            | Archosauria                                                 |
|            |                                                             |

|  | Phytosauria |
|  |             |
|  | Archosauria |
|  |             |

|            | Proterochampsia                                             |
|            |                                                             |
| Crurotarsi | \| \| Phytosauria \| \| \| \| \| \| Archosauria \| \| \| \| |
|            | \| \| Phytosauria \| \| \| \| \| \| Archosauria \| \| \| \| |
|            | Phytosauria                                                 |
|            |                                                             |
|            | Archosauria                                                 |
|            |                                                             |

|  | Phytosauria |
|  |             |
|  | Archosauria |
|  |             |

|            | Proterochampsia                                             |
|            |                                                             |
| Crurotarsi | \| \| Phytosauria \| \| \| \| \| \| Archosauria \| \| \| \| |
|            | \| \| Phytosauria \| \| \| \| \| \| Archosauria \| \| \| \| |
|            | Phytosauria                                                 |
|            |                                                             |
|            | Archosauria                                                 |
|            |                                                             |

|  | Phytosauria |
|  |             |
|  | Archosauria |
|  |             |